# Verkoopovereenkomst
Een verkoopovereenkomst, ook compromis genoemd, is in België een overeenkomst tussen twee partijen waarin prijs en verkoopwaarden worden vastgelegd. In het geval van vastgoed wordt deze door een notaris opgemaakt. 
De notaris gaat onder andere na of:
- de verkopers wel kunnen en mogen verkopen
- de beschrijving van het te verkopen onroerend goed wel overeenkomt met het kadaster
- er bijzonderheden bekend zijn, zoals: klassering als monument, bouwovertredingen, erfdienstbaarheden, bodemvervuiling